# Upplands östra kontrakt
Upplands östra kontrakt var ett kontrakt i Uppsala stift inom Svenska kyrkan. Det upphörde 2018 då Almunge pastorat med församlingarna Almunge, Knutby-Bladåker och Faringe överfördes till Uppsala kontrakt medan resten överfördes till det då nybildade Upplands södra kontrakt.
Kontraktskoden är 0104 och togs över från Sjuhundra kontrakt.

## Administrativ historik
Kontraktet bildades den 1 juli 2008  av
Närdinghundra och Lyhundra kontrakt med
- Almunge församling
- Björkö-Arholma församling som 2014 uppgick i Väddö och Björkö-Arholma församling
- Edsbro församling som 2010 uppgick i Edsbro-Ununge församling
- Ununge församling som 2010 uppgick i Edsbro-Ununge församling
- Estuna och Söderby-Karls församling
- Edebo församling som 2010 uppgick i Häverö-Edebo-Singö församling
- Häverö-Singö församling som 2010 uppgick i Häverö-Edebo-Singö församling
- Knutby församling som 2010 uppgick i Knutby-Bladåkers församling
- Bladåkers församling som 2010 uppgick i Knutby-Bladåkers församling
- Faringe församling
- Lohärads församling
- Väddö församling  som 2014 uppgick i Väddö och Björkö-Arholma församling

Sjuhundra kontrakt med
- Rimbo församling
- Husby, Skederid och Rö församling
- Fasterna församling
- Närtuna församling
- Gottröra församling
- Rådmansö församling
- Frötuna församling
- Norrtälje-Malsta församling
- Länna församling
- Blidö församling
- Riala församling
- Roslags-Bro församling som 2010 uppgick i Roslagsbro-Vätö församling
- Vätö församling som 2010 uppgick i Roslagsbro-Vätö församling